# Zootaxa
Zootaxa è una pubblicazione scientifica a revisione paritaria per tassonomisti animali. La rivista, fondata da Zhi-Qiang Zhang nel 2001 ed edita dalla Magnolia Press di Auckland, Nuova Zelanda, esce più volte a settimana ed è disponibile sia in formato cartaceo che digitale.
Con riferimento a dicembre 2020, più di 60 000 nuovi taxa erano stati descritti nella rivista.